# برايان داونينج
برايان داونينج (بالإنجليزية: Brian Downing)‏ هو لاعب كرة قاعدة أمريكي، ولد في 9 أكتوبر 1950 في لوس أنجلوس في الولايات المتحدة.

## وصلات خارجية
- برايان داونينج على موقع دوري كرة القاعدة الرئيسي (الإنجليزية)
- برايان داونينج على موقعبيزبول رفرنس.كوم (الدوري الرئيسي) (الإنجليزية)
- برايان داونينج على موقعبيزبول رفرنس.كوم (الدوري الثانوي) (الإنجليزية)
- برايان داونينج على موقع إي إس بي إن.كوم (أم.أل.بي) (الإنجليزية)
- برايان داونينج على موقع مشجعي الرسوم البيانية (الإنجليزية)
- برايان داونينج على موقع IMDb (الإنجليزية)
- برايان داونينج على موقع قاعدة بيانات الفيلم (الإنجليزية)